# Ganzeltopf
 (août 2021).
Le ganzeltopf est un plat traditionnel alsacien à base d'oie, populaire à Noël, préparé à la manière d'un confit et mijoté au four avec des légumes d'hiver et consommé avec une bouteille de Sylvaner,.